# Kaasschaafmethode
De kaasschaafmethode is over het algemeen een term waarmee bezuinigingen worden aangeduid, waarbij alle ministeries of onderdelen van een bedrijf iets moeten inleveren.
Omdat de kaasschaaf een algemeen vermeend typisch Nederlands gebruiksvoorwerp is en een dun plakje kaas kan snijden, is de kaasschaafmethode als woord bedacht om aan te geven dat ieder onderdeel een klein stukje moet inleveren. Het gaat daarbij meestal om politieke besluiten om te bezuinigen.
De kaasschaafmethode heeft voor- en nadelen. Het is mogelijk dat alles gewoon door kan gaan in een iets mindere mate. Maar het is ook mogelijk dat een deel niet goed functioneert, wat door de bezuinigingen niet meer door andere delen opgevangen kan worden.
Een kaasschaafmethodiek bij het bezuinigen op uitgaven is een uitkomst voor een intern verdeeld college of een door tegenstellingen verlamde ministerraad. De politiek verantwoordelijke bestuurders kiezen voor een "kaasschaaf" wanneer zij geen politieke keuze kunnen maken.